# أرتور دالالويان
أرتور قراتشيڤتش دالالويان (بالروسية: Артур Грачьевич Далалоян، مواليد 26 أبريل 1996) لاعب جمباز فني روسي من أصل أرميني، حاصل على لقب بطل العالم في مسابقة الفردي العام سنة 2018، وفاز أيضاً بخمس ميداليات ذهبية في بطولة أوروبا وحصل على ذهبيتي الفردي العام في عامي 2017 و2018 على التوالي في البطولة الروسية الوطنية.

## حياته الشخصية
بدأ دالالويان بممارسة رياضة الجمباز في السادسة من عمره في مدينة نوفوسيبيرسك وفي العام الذي يليه انتقلت عائلته للعيش في العاصمة الروسية موسكو حيث بدأ بالتدريب هناك تحت يد المدرب أليكساندر كالينين. وفي شهر مارس 2019 تقدم لشريكته أولقا بالزواج وأنجبا ابنتهما نيكول في 16 أغسطس 2019.

## مسيرته الرياضية

### مسيرته الناشئة
فاز دالالويان في مسيرته الناشئة ببرونزية الفردي العام في البطولة الروسية الوطنية للناشئين عام 2013، ثم شارك بعدها في مسابقة جيمناسايد في بارازيليا وحصل على الميدالية الذهبية مع فريقه الروسي متقدمين على الفريق البريطاني، وفاز أيضاً بميداليات فردية فحصل على ذهبيتي جهاز الحلق وجهاز منصة القفز وحصل على فضية جهاز العقلة وبرونزية الفردي العام.
شارك في أول بطولة دولية كبرى له في بطولة أوروبا للناشئين 2014 حيث فاز دالالويان مع الفريق الروسي بالميدالية الفضية، كما تأهل للجولات النهائية الفردية في نهائي جهاز الحلق ونهائي جهاز منصة القفز .

### مسيرته الإحترافية
شارك دالالويان في البطولة الروسية الوطنية في عامي 2015 و2016 ولكن لم يتم اختياره ليكون من ضمن الفريق الأولمبي لعام 2016، وفي ديسمبر 18-22 فاز بذهبية الفردي العام في كأس ڤورونين.
في عام 2017، حقق دالالويان تقدماَ بارزاً حينما فاز بلقب بطل الفردي العام في البطولة الوطنية الروسية وشارك بعدها في البطولة الأوروبية  فكانت أول مشاركة له في بطولة كبرى في مسيرته الاحترافية، وحصل في هذه البطولة على الميدالية الفضية في الفردي العام خلف أوليق ڤيرناييڤ وحصل أيضاَ على ذهبية جهاز منصة القفز متفوقاً على البطل الروماني الشهير ماريان دراقيوليسكو، وشارك في 23-27 أغسطس في كأس روسيا للجمباز الفني في مدينة يكاترينبورغ وفاز بميدالية ذهبية مع فريقه ولكنه سقط من على جهاز حصان الحلق في مسابقة الفردي العام مما جعله يحل في المركز الرابع، ولكنه حقق ذهبية في جهاز منصة القفز (متعادلاً مع نيكيتا ناغورنيي) و فضيتان في جهاز الحركات الأرضية وجهاز المتوازي.
وفي عام 2018، أصبح دالالويان بطل العالم بعد فوزه بالميدالية الذهبية في الفردي العام مما جعله أول لاعب روسي يحقق هذا الإنجاز (بعد أن حققه اللاعب نيكولاي كرايوكوڤ في عام 1999)، وحصل على 87.598 نقطة متعادلاً مع اللاعب الصيني تشاو روتينق، ولكن بعد تطبيق قواعد حسم التعادل (وذلك باستثناء علامة أدنى أداء) تُوِجَ دالالويان بلقب بطل العالم في الفردي العام، وحصل بعدها في الجولات النهائية على ذهبية جهاز الحركات الأرضية وفضية منصة القفز وبرونزية جهاز المتوازي، وتم منحه أيضاً جائزة Longines Prize for Elegance.
في بطولة العالم للجمباز الفني لعام 2019 ، فاز دالالويان مع فريقه بأول ميدالية ذهبية للفريق الروسي في مسابقة نهائي الأفرقة في بطولة العالم، وحصل أيضاً على الميدالية الفضية في مسابقة الفردي العام خلف زميله نيكيتا ناغورنيي، بالرغم من أنه كاد أن يسقط أثناء آداءه حركة البلانيك (شقلبة مزدوجة أمامية) في جهاز منصة القفز.

## التاريخ التنافسي
| عام               | حدث               | الفريق | الفردي العام | الحركات الأرضية | حصان الحلق | الحلق | منصة القفز | المتوازي | العقلة |
| ----------------- | ----------------- | ------ | ------------ | --------------- | ---------- | ----- | ---------- | -------- | ------ |
| 2016              | كأس فورونين       |        | 1            | 2               |            |       |            |          |        |
| 2017              | البطولة الوطنية   | 1      | 1            | 8               | 6          |       | 2          | 4        | 6      |
| 2017              | البطولة الأوروبية |        | 2            |                 |            |       | 1          |          |        |
| 2017              | كأس روسيا         | 1      | 4            | 2               |            | 4     | 1          | 2        |        |
| 2017              | بطولة العالم      | —      |              |                 |            |       | 8          |          |        |
| 2018              | كأس العالم بطوكيو |        | 4            |                 |            |       |            |          |        |
| 2018              | البطولة الوطنية   | 1      | 1            | 2               |            | 3     |            | 5        | 6      |
| 2018              | كأس روسيا         | 1      | 1            | 2               |            | 2     | 7          | 4        | 2      |
| 2018              | البطولة الأوروبية | 1      |              | 3               |            |       | 1          | 1        |        |
| 2018              | بطولة العالم      | 2      | 1            | 1               |            |       | 2          | 3        | 8      |
| 2019              |                   |        |              |                 |            |       |            |          |        |
| البطولة الأوروبية |                   | 2      | 1            |                 |            | 3     | 4          | 3        |        |
| بطولة العالم      | 1                 | 2      | 4            |                 |            | 2     |            | 3        |        |

## روابط خارجية
- أرتور دالالويان على موقع الاتحاد الدولي للجمباز (licence) (الإنجليزية)
- أرتور دالالويان على موقع الاتحاد الدولي للجمباز (biography) (الإنجليزية)
- أرتور دالالويان على موقع أوليمبيديا (الإنجليزية)